# Glypta deleta
Glypta deleta là một loài tò vò trong họ Ichneumonidae.